# 上志文站

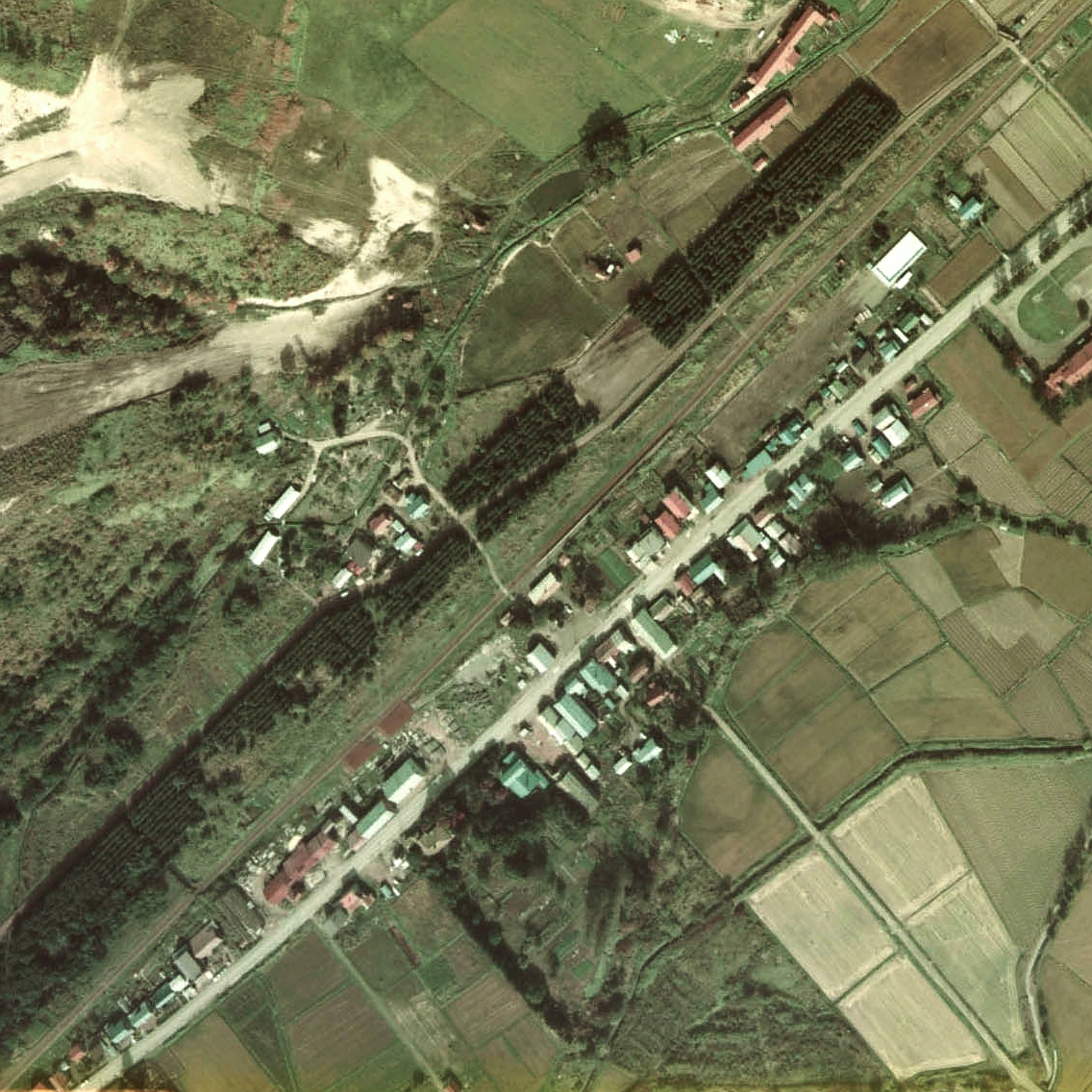
1976年的上志文站與方圓500米範圍。左下方是志文站方向。曾經此站設有千鳥狀的2面2線單式月台，外側設有副本線。後來島狀單式月台撤走後，只剩下1面1線的單式月台。

上志文站（日语：／ Kami-Shibun eki */?）是位於北海道岩見澤市上志文町 ，日本國有鐵道（國鐵）的萬字線車站（廢站）。隨著萬字線全線廢線，車站在1985年（昭和60年）4月1日廢除。

## 歷史
- 1914年（大正3年）11月11日 - 國有鐵道萬字輕便線志文站至萬字炭山站之間開通，此站啟用[1]。當時為一般車站。
- 1922年（大正11年）9月2日 - 路線名稱改為萬字線。
- 1962年（昭和37年）1月15日 - 結束處理貨物。
- 1970年（昭和45年）8月17日 - 結束處理行李。同時成為無人車站。
- 1985年（昭和60年）4月1日 - 萬字線全線廢除，此站也廢除。

## 車站構造
截至車站廢除前，此站是地面車站，設有1面1線的單式月台。月台位於路軌南邊（萬字炭山方向的列車會開啟右邊車門）。
此站是無人車站。在有人車站時代還有車站大樓，後來窗口被圍封。車站大樓位於站內南邊，與月台有一段距離，兩處之間設有通道連接。
曾經此站設有千鳥狀的2面2線單式月台，車站後方設有副本線，車站大樓旁邊靠近志文一方設有貨物月台和2條引込線。

## 站名的由來
車站名稱取自所在地名。地名源自阿伊努語的「シュプン・ペツ」，其意思是珠星三塊魚居住的河流。由於車站位於河流上流，因此冠上「上」字。

## 使用狀況
- 在1981年度，1日上下車人次為10人[2]。

## 車站周邊
- 上志文郵局
- 岩見沢萩之山市民滑雪場（日语：岩見沢萩の山市民スキー場） - 在廢駅前位於站前[2]。
- 岩見澤市立楓小學（日语：岩見沢市立メープル小学校）
- 北海道中央巴士（日语：北海道中央バス）「上志文中央」巴士站

## 現況
截至1999年（平成11年），部分車站大樓（規模已縮小）再次被使用。截至2011年（平成23年）也是同樣。大樓被使用為萩之山市民滑雪場設施之一（儲物室）。建築物前設置了刻上「國鐵萬字線 上志文站」的花崗岩石碑。月台和路軌等鐵路相關設施由於平整滑雪場而被撤走。

## 相鄰車站
日本國有鐵道
萬字線
志文－上志文－朝日

## 注腳
1. ↑  《官報》 1914年11月04日　鉄道院告示第102号 （页面存档备份，存于）（日語）（國立國會圖書館數碼化收藏）
2. 1 2 3 4  書籍《国鉄全線各駅停車1 北海道690駅》（小學館，1983年7月發行）70頁。
3. ↑  昭和3年 線路一覧略圖 札幌鐵道局。
4. ↑  札幌鉄道局編 (编). . 北彊民族研究会. 1939: 44. NDLJP: 1029473 （日语）.
5. ↑  書籍《鉄道廃線跡を歩くVII》（JTB出版，2000年1月發行）60頁。
6. 1 2 3  書籍《北海道の鉄道廃線跡》（著：本久公洋，北海道新聞社，2011年9月發行）26頁。